# Two Hills
Two Hills – miasto w Kanadzie, w prowincji Alberta. Leży przy skrzyżowaniu autostrad Alberta Highway 45 i Alberta Highway 36.
Liczba mieszkańców Two Hills wynosi 1 047. Język angielski jest językiem ojczystym dla 50,2%, francuski dla 2,9% mieszkańców (2006).